# Naval Air Station Meridian
Base aéronavale de Meridian

La Naval Air Station Meridian ou NAS Meridian ( IATA : NMM , ICAO : KNMM , FAA LID : NMM) est une base aérienne de l'United States Navy située dans l'État du Mississippi, près de la ville de Meridian qui lui donne son nom. C'est l'une des deux bases de la Marine américaine servant à la formation de ses pilotes de chasse (avec la base NAS Kingsville au Texas).
Elle utilise des T-45 Goshawk au sein deux unités aériennes : les training squadrons (escadrons d'entraînement) VT-7 et VT-9. Les autres unités de la base sont le Naval Technical Training Center (NTTC : centre naval d'entraînement technique) pour la formation des mécaniciens et le MATSS-1 (Marine Aviation Training Support Squadron).
Par ailleurs, la base accueille les futurs pilotes de chasse de l'Aéronavale française pour leur formation sur avion de chasse à réaction et à l'appontage sur porte-avions.

## Training Air Wing One
Le Training Air Wing One du Naval Air Training Command se compose de deux escadrons dont le code de queue est A :
| Code | Insigne | Escadron            | Surnom | Aéronef       |
| ---- | ------- | ------------------- | ------ | ------------- |
| VT-7 |         | Training Squadron 7 | Eagles | T-45C Goshawk |
| VT-9 |         | Training Squadron 9 | Tigers | T-45C Goshawk |